# San Giovanni Bianco
San Giovanni Bianco là một đô thị ở tỉnh Bergamo in the Italian region Lombardia, có vị trí cách khoảng 60 km về phía đông bắc của Milano và khoảng 20 km về phía bắc của Bergamo. Tại thời điểm ngày 31 tháng 12 năm 2004, đô thị này có dân số 5.103 người và diện tích là 31,4 km².
Đô thị San Giovanni Bianco có các frazioni (đơn vị cấp dưới, chủ yếu là các làng):
- Alino
- Cà Boffelli
- Camerata Bassa
- Cornalita
- Costa Albana
- Costa Lupi
- Costa San Gallo
- Foppo
- Fuipiano al Brembo
- Grabbia
- Località Callameri
- Località Schiava
- Oneta
- Pianca
- Portiera
- Pradavalle
- Roncaglia
- San Gallo
- San Pietro d'Orzio
- Sentino

San Giovanni Bianco giáp các đô thị: Camerata Cornello, Dossena, Gerosa, Lenna, San Pellegrino Terme, Taleggio.